# ALCO DH643
A locomotiva ALCO DH643, conhecida também como Century 643DH, foi uma locomotiva diesel-hidráulica de motor duplo, sendo a primeira a ser produzida nos Estados Unidos. Ela possuía um arranjo de rodeiros C-C e gerava um total de 4.300 cavalos-vapor ou 3.200 Kw. Apenas três foram produzidas, todas elas para a ferrovia Southern Pacific Railroad em 1964 sob os números (#9018-#9019-#9020). As ALCO DH643 fariam parte do sistema da Southern Pacific junto com mais 21 locomotivas diesel-hidráulicas Krauss-Maffei ML-4000. Estas locomotivas da ferrovia Southern Pacific eram exclusivas do trajeto de San Joaquin Valley, California.
A insatisfação com o desempenho das DH643 fez com que a Southern Pacific as aposentasse em 1973.

## Proprietários originais
| Ferrovia                  | Quantidade | Nº de Rodagem  | Notas                           |
| ------------------------- | ---------- | -------------- | ------------------------------- |
| Southern Pacific Railroad | 3          | 9018–9019-9020 | renumeradas para 9150-9151–9152 |